# Protestantyzm w Tennessee

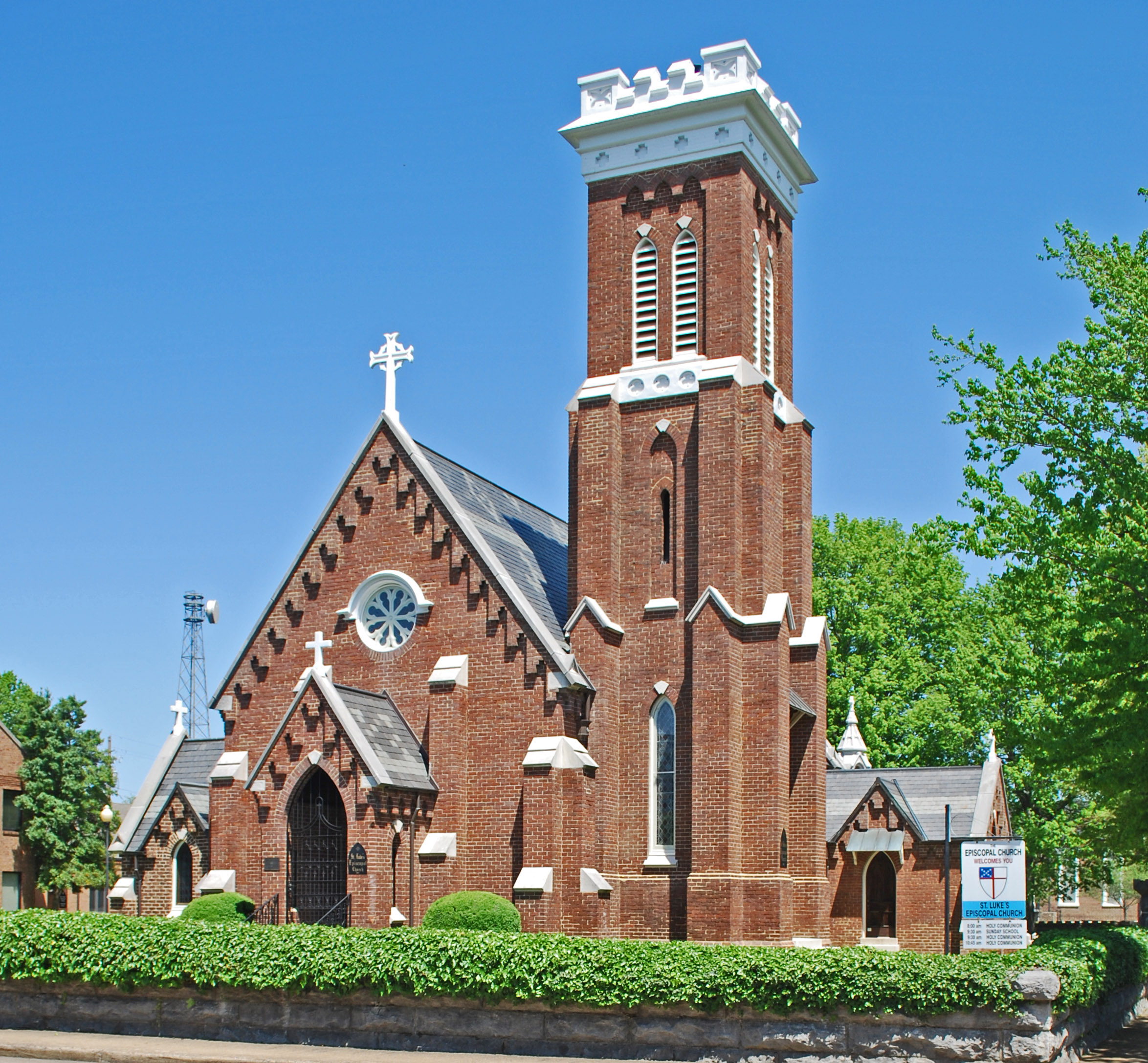
Kościół Episkopalny Św. Łukasza w Cleveland (Tennessee)

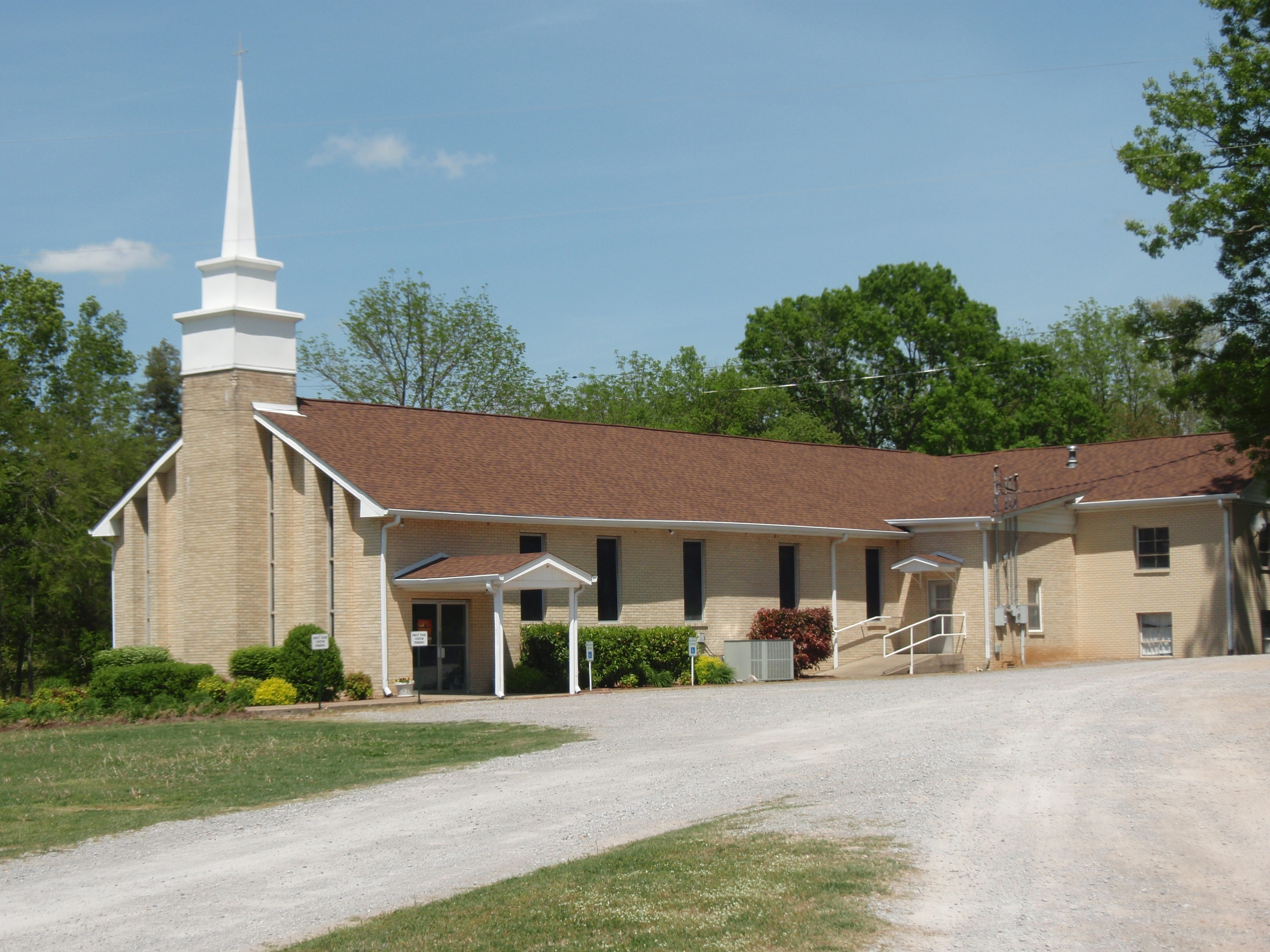
Kościół baptystyczny Laguardo w hrabstwie Wilson

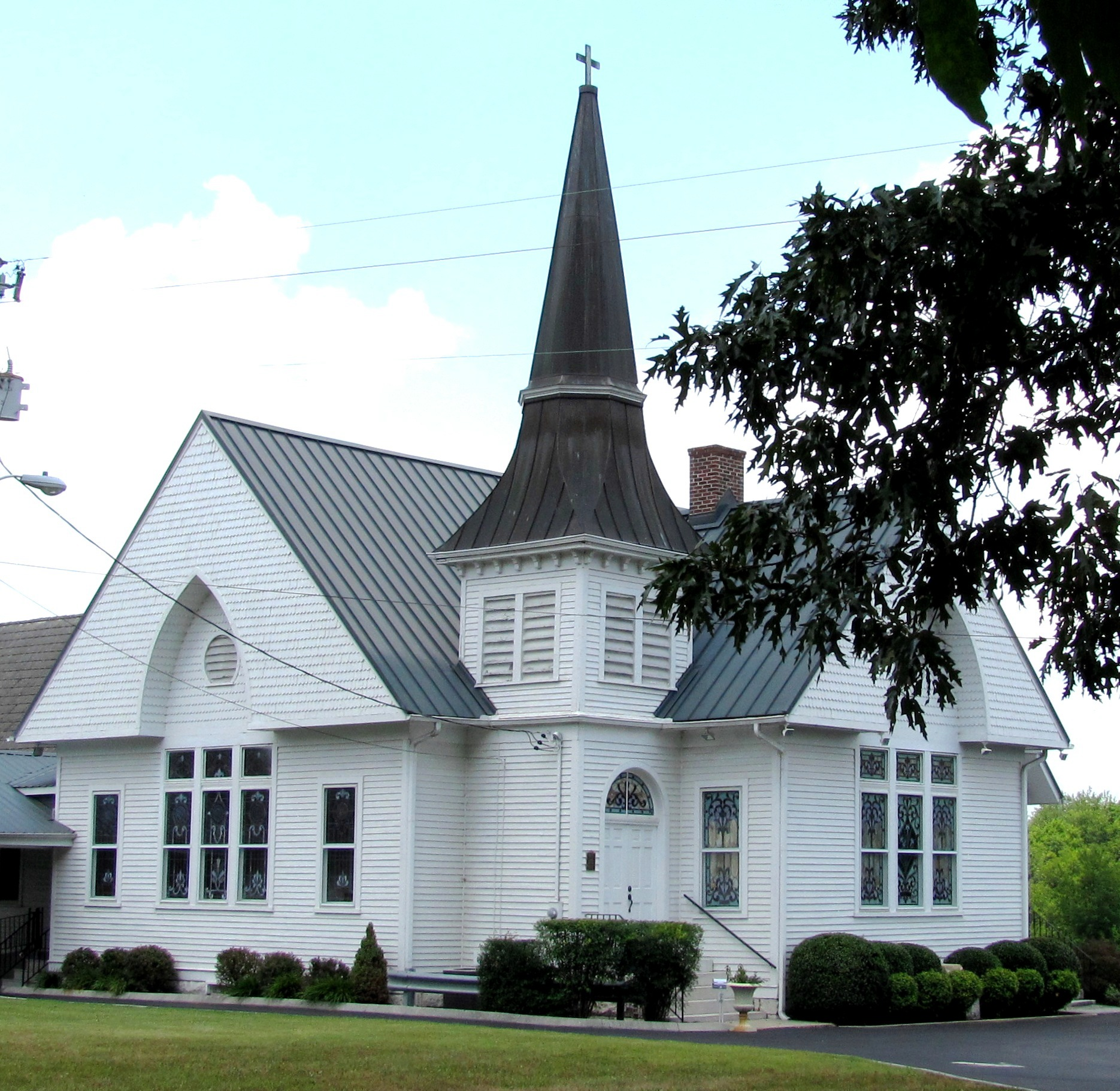
Kościół metodystyczny w Knoxville

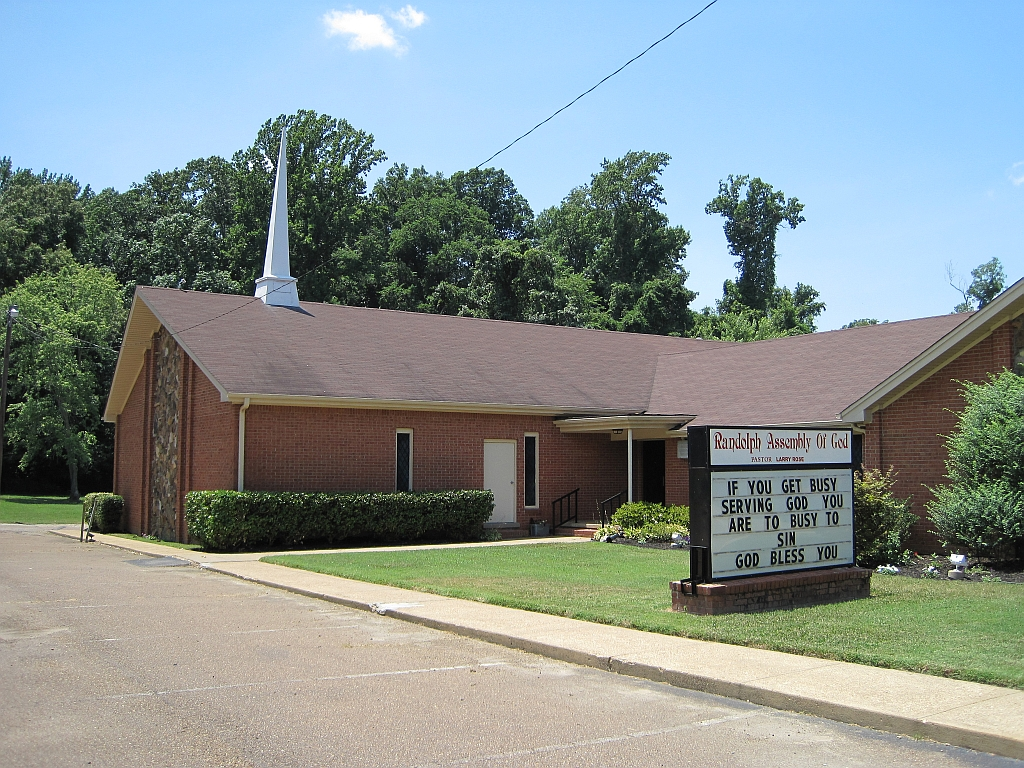
Zielonoświątkowy kościół Zborów Bożych w Randolph

Protestantyzm w Tennessee – wyznawcy protestanckich wspólnot religijnych w amerykańskim stanie Tennessee stanowią 73% ludności. Protestantyzm reprezentowany jest przez trzy główne nurty: ewangelikalizm (52%), protestantyzm głównego nurtu (13%) i historyczni czarni protestanci (8%). Największe wyznania stanowią: baptyści (42%), metodyści (7%), campbellici (6%), zielonoświątkowcy (6%) i bezdenominacyjni (5%). Inne mniejsze grupy to: prezbiterianie, anglikanie, adwentyści dnia siódmego, luteranie, kongregacjonaliści i Bracia plymuccy.

## Dane statystyczne
Największe wspólnoty protestanckie w stanie Tennessee według danych z 2010 roku:
| Lp. | Kościół                                             | Liczba zborów | Liczba członków | Procent ludności |
| --- | --------------------------------------------------- | ------------- | --------------- | ---------------- |
| 1.  | Południowa Konwencja Baptystyczna                   | 3189          | 1 483 356       | 23,37%           |
| 2.  | Zjednoczony Kościół Metodystyczny                   | 1508          | 375 693         | 5,92%            |
| 3.  | Bezdenominacyjni                                    | 917           | 292 248         | 4,61%            |
| 4.  | Kościoły Chrystusowe                                | 1432          | 214 118         | 3,37%            |
| 5.  | Narodowa Konwencja Baptystyczna USA                 | 211           | 125 748         | 1,98%            |
| 6.  | Kościół Boży (Cleveland)                            | 379           | 78 597          | 1,24%            |
| 7.  | Kościół Prezbiteriański USA                         | 280           | 57 490          | 0,91%            |
| 8.  | Kościół Boży w Chrystusie                           | 141           | 55 739          | 0,88%            |
| 9.  | Zbory Boże                                          | 225           | 49 330          | 0,78%            |
| 10. | Kościół Chrześcijański (Uczniowie Chrystusa)        | 61            | 40 314          | 0,64%            |
| 11. | Kościół episkopalny                                 | 126           | 40 053          | 0,63%            |
| 12. | Kościół Adwentystów Dnia Siódmego                   | 159           | 38 381          | 0,6%             |
| 13. | Kościoły Chrześcijańskie i Kościoły Chrystusowe     | 173           | 35 847          | 0,56%            |
| 14. | Kościół Prezbiteriański Cumberland                  | 268           | 29 453          | 0,46%            |
| 15. | Kościół Nazarejczyka                                | 172           | 27 874          | 0,44%            |
| 16. | Kościół Prezbiteriański w Ameryce                   | 73            | 26 036          | 0,41%            |
| 17. | Narodowe Stowarzyszenie Wolnej Woli Baptystów       | 214           | 24 351          | 0,38%            |
| 18. | Zjednoczony Kościół Zielonoświątkowy                | 160           |                 |                  |
| 19. | Chrześcijański Kościół Metodystyczno-Episkopalny    | 133           | 23 068          | 0,36%            |
| 20. | Afrykański Kościół Metodystyczno-Episkopalny        | 129           | 22 016          | 0,35%            |
| 21. | Kościół Ewangelicko-Prezbiteriański                 | 20            | 21 754          | 0,34%            |
| 22. | Kościół Luterański Synodu Missouri                  | 58            | 14 681          | 0,23%            |
| 23. | Narodowa Misyjna Konwencja Baptystyczna             | 77            | 14 146          | 0,22%            |
| 24. | Progresywna Narodowa Konwencja Baptystyczna         | 12            | 13 631          | 0,21%            |
| 25. | Kościół Ewangelicko-Luterański w Ameryce            | 47            | 11 840          | 0,19%            |
| 26. | Narodowa Konwencja Baptystyczna Ameryki             | 23            | 9935            | 0,16%            |
| 27. | Afrykański Kościół Metodystyczno-Episkopalny Syjonu | 64            | 9606            | 0,15%            |
| 28. | Kościół Bożych Proroctw                             | 124           | 8448            | 0,13%            |

## Badania dotyczące przekonań religijnych
Według ankiety Pew Research Center w 2014 roku odpowiedzi mieszkańców stanu na pytania w sprawie wiary były następujące:
- 78% – „Absolutnie, na pewno wierzę w Boga”,
- 13% – „Prawie, na pewno wierzę w Boga”,
- 4% – „Niezbyt pewnie wierzę w Boga”,
- 1% – „Nie wiem czy wierzę w Boga”,
- 3% – „Nie wierzę w Boga”,
- 1% – inna odpowiedź.